# Byer i Storbritannien
Dette er en alfabetisk liste over byer i det Forenede Kongerige Storbritannien og Nordirland, som har opnået officiel status som city, hvilket ofte indebærer, at der er en katedral i byen; den samme status kan dog også opnås ved andre kriterier. En stor befolkning er dog ikke nok i sig selv, og derfor har nogle towns (f.eks. Reading, Dudley), der ikke har opnået status af city, en op til ti gange større befolkning end de mindste cities (f.eks. Wells, Ely).

## England
- Bath  (Bath Abbey var domkirke i 1090 - 1539)
- Birmingham
- Bradford
- Brighton and Hove (ingen anglikansk domkirke)
- Bristol
- Cambridge (ingen anglikansk domkirke)
- Canterbury
- Carlisle
- Chelmsford[1]
- Chester
- Chichester
- Coventry
- Derby
- Durham
- Eastbourne
- Ely
- Exeter
- Gloucester
- Hereford
- Kingston upon Hull (ingen anglikansk domkirke)
- Lancaster (ingen anglikansk domkirke)
- Leeds (ingen anglikansk domkirke)
- Leicester
- Lichfield
- Lincoln
- Liverpool
- City of London
- Manchester
- Newcastle upon Tyne
- Norwich
- Nottingham (ingen anglikansk domkirke)
- Oxford
- Peterborough
- Plymouth (ingen anglikansk domkirke)
- Portsmouth
- Preston (ingen anglikansk domkirke)
- Ripon
- Salford (har en katolsk, men ikke en anglikansk domkirke)
- Salisbury
- Sheffield
- Southampton (ingen anglikansk domkirke)
- St Albans
- Stoke-on-Trent (ingen anglikansk domkirke)
- Sunderland (ingen anglikansk domkirke)
- Truro
- Wakefield
- Wells
- Westminster (Westminster Abbey var domkirke i 1540 - 1556)
- Winchester
- Wolverhampton (ingen anglikansk domkirke)
- Worcester
- York

## Skotland
- Aberdeen
- Dundee
- Edinburgh
- Glasgow
- Inverness
- Perth[1]
- Stirling

## Wales
- Bangor
- Cardiff
- Newport
- St Asaph[1]
- St David's
- Swansea (ingen anglikansk domkirke)

## Nordirland
- Armagh
- Belfast
- Lisburn
- Londonderry
- Newry